# Koi Koi 7
Koi Koi 7 (こいこい7) là loạt manga do Morishige thực hiện. Tác phẩm được đăng trên tạp chí truyện tranh dành cho shōnen là Champion Red của Akita Shoten từ năm 2002 đến năm 2007. Cốt truyện tập trung xoay quanh một nhóm 6 nữ sinh trung học đồng thời cũng là các chiến binh (Koi Koi 7) tại học viện Gokō những người chiến đấu vì tương lai và hòa bình của trái đất cũng như Tetsuro Tanaka một nam sinh vừa chuyển tới trường.
Loạt manga đã được Studio Flag và Trinet Entertainment chuyển thể thành anime và phát sóng từ ngày 04 tháng 4 đến ngày 26 tháng 6 năm 2005 tại Nhật Bản với 13 tập. Hai tập ngắn được thêm vào khi phát hành DVD.

## Tổng quan

### Nhân vật

#### Thành viên Koi Koi 7
Asuka Yayoi (飛鳥ヤヨイ, あすか ヤヨイ)
Lồng tiếng bởi: Gotō Saori
Kazamatsuri Sakuya (風祭サクヤ, かざまつり サクヤ)
Lồng tiếng bởi: Itō Ayako
Tsukuyomi Miyabi (月読ミヤビ, つくよみ ミヤビ)
Lồng tiếng bởi: Kawase Akiko
Suzuka Akiwo (鈴鹿アキヲ, すずか アキヲ)
Lồng tiếng bởi: Gibu Yūko
Inokai Hifumi (猪飼ヒフミ, いのかい ヒフミ)
Lồng tiếng bởi: Koyama Kimiko
Chono Otome (蝶野オトメ, ちょうの オトメ)
Lồng tiếng bởi: Inamura Yūna

#### Ký túc xá
Tanaka Tetsurō (田中哲朗, たなか てつろう)
Lồng tiếng bởi: Tai Yūki
Kano Orie (花皇ヲリエ, かのう ヲリエ)
Lồng tiếng bởi: Kimura Akiko
Asuka Yayoi (アスカヤヨイ) / Gantai-chan (ガンタイちゃん) / Satsu (殺, さつ) / Celonius 28 (セロニアス28号)
Lồng tiếng bởi: Mizuki Nana

#### Gokoh 5
Higashikazuno Miya (東和野ミヤ, ひがしかずの ミヤ)
Lồng tiếng bởi: Otomiya Tsubasa
Hekusokazura no Kimi (屁糞蔓の君, へくそかずらのきみ)
Lồng tiếng bởi: Nakajima Saki
Iidabashi Kazuko (飯田橋和子, いいだばし かずこ)
Lồng tiếng bởi: Abe Rumi
Suidobashi Yōko (水道橋洋子, すいどうばし ようこ)
Lồng tiếng bởi: Masaki Kana
Asakusabashi Chūko (浅草橋中子, あさくさばし ちゅんこ)
Lồng tiếng bởi: Ninomiya Yoshimi
Hakidamegiku no Kimi (掃溜菊の君, はきだめぎくのきみ)
Mamakonoshirinugui no Kimi (継子尻拭の君, ままこのしりぬぐいのきみ)
Ōinufuguri no Kimi (大犬陰嚢の君, おおいぬふぐりのきみ)

#### Khác
Kōmyōji Masaru (光明寺マサル, こうみょうじ マサル)
Yamada Isuzu (山田イスズ, やまだ イスズ)
Lồng tiếng bởi: Matsuki Miyu
Satō Subaru (佐藤スバル, さとう スバル)
Lồng tiếng bởi: Miyagawa Miho
Tanaka Shou (田中翔, たなか しょう)
Lồng tiếng bởi: Miyamoto Mitsuru
Ryaku (略, りゃく)
Lồng tiếng bởi: Asano Ruri
Shou (焼, しょう)
Lồng tiếng bởi: Sakuma Kumi

## Truyền thông

### Manga
loạt manga do Morishige thực hiện và xuất bản bởi Akita Shoten. Tác phẩm được đăng trên tạp chí truyện tranh dành cho shōnen là Champion Red từ năm 2002 đến năm 2007. Akita Shoten sau đó đã tập hợp các chương lại và phát hành thành 9 tankōbon. Asuka Comics nắm bản quyền và thực hiện việc phân phối loạt mâng này tại Pháp.

### Anime
Studio Flag và Trinet Entertainment đã thực hiện chuyển thể thành anime củaloa5t manga và phát sóng từ ngày 04 tháng 4 đến ngày 26 tháng 6 năm 2005 tại Nhật Bản với 13 tập. Hai tập ngắn được thêm vào khi phát hành DVD. Enoki Films đã đăng ký bản quyền phiên bản tiếng Anh của bộ anime.

### Drama CD
Music Wagon đã thực hiện chuyển thể drama CD gồm ba đĩa và phát hành vào ngày 24 tháng 6, 22 tháng 7 và 26 tháng 8 năm 2005.

### Khác
Một bộ 45 thẻ in hình các nhân vật đã được phát hành cho những người sưu tập. Các thẻ này được đính kèm với các sản phẩm khác nhau đặc biệt là các hộp DVD vì thế đôi khi nếu muốn có các thẻ này người sưu tập sẽ phải mua cùng một sản phẩm nhiều lần hay trao đổi với nhau, phiên bản DVD giới hạn thì có hầu như đầy đủ bộ thẻ này nhưng một số thẻ chỉ được phát trong các sự kiện.

### Âm nhạc
Bộ anime có hai bài hát chủ đề, một mở đầu và một kết thúc. Bài hát mở đầu có tựa Super Love do nhóm Koi Koi 7 trình bày, bài hát kết thúc có tựa Miracle do Upper Slope trình bày, hai đĩa đơn chứa hai bài hát này đã phát hành vào ngày 30 tháng 3 năm 2005. Bảy album do các nhân vật nữ chính trình bày đã phát hành vào ngày 22 tháng 6, 13 tháng 7 và 24 tháng 8 năm 2005. Ngoài ra còn có 9 đĩa đơn do các nữ nhân vật chính và phụ trình bày phát hành vào ngày 27 tháng 4 và 18 tháng 5 năm 2005.
| SUPER LOVE       | SUPER LOVE                    | SUPER LOVE |
| STT              | Nhan đề                       | Thời lượng |
| ---------------- | ----------------------------- | ---------- |
| 1.               | "SUPER LOVE"                  | 4:14       |
| 2.               | "SUPER LOVE (Instruments)"    | 4:17       |
| 3.               | "SUPER LOVE (MegalomaniaMix)" | 5:53       |
| Tổng thời lượng: | Tổng thời lượng:              | 14:25      |

| Miracle          | Miracle                                     | Miracle    |
| STT              | Nhan đề                                     | Thời lượng |
| ---------------- | ------------------------------------------- | ---------- |
| 1.               | "Miracle"                                   | 5:17       |
| 2.               | "Jinkai (人界)"                             | 5:11       |
| 3.               | "Miracle (Instruments)"                     | 5:17       |
| 4.               | "Jinkai (Instruments) (人界 (Instruments))" | 5:09       |
| Tổng thời lượng: | Tổng thời lượng:                            | 20:56      |

| Doushi Renai (同志恋愛) | Doushi Renai (同志恋愛)                                     | Doushi Renai (同志恋愛) |
| STT                     | Nhan đề                                                     | Thời lượng              |
| ----------------------- | ----------------------------------------------------------- | ----------------------- |
| 1.                      | "Sakuya no Theme (サクヤのテーマ)"                          | 2:15                    |
| 2.                      | "Doushi Renai (同志恋愛)"                                   | 4:43                    |
| 3.                      | "The・Ice Picks・of・Love (ジ・アイスピックス・オブ・ラヴ)" | 4:18                    |
| 4.                      | "Mirai Heart (ミライハート)"                                | 4:02                    |
| Tổng thời lượng:        | Tổng thời lượng:                                            | 15:18                   |

| Mure ni Kaerenai Tori (群れに帰れない鳥) | Mure ni Kaerenai Tori (群れに帰れない鳥)   | Mure ni Kaerenai Tori (群れに帰れない鳥) |
| STT                                      | Nhan đề                                    | Thời lượng                               |
| ---------------------------------------- | ------------------------------------------ | ---------------------------------------- |
| 1.                                       | "Miyabi no Theme (ミヤビのテーマ)"         | 2:03                                     |
| 2.                                       | "Ai no Hane (愛の羽根)"                    | 4:11                                     |
| 3.                                       | "D-day"                                    | 4:30                                     |
| 4.                                       | "Mure ni Kaerenai Tori (群れに帰れない鳥)" | 4:31                                     |
| Tổng thời lượng:                         | Tổng thời lượng:                           | 15:15                                    |

| Colorful (カラフル) | Colorful (カラフル)               | Colorful (カラフル) |
| STT                 | Nhan đề                           | Thời lượng          |
| ------------------- | --------------------------------- | ------------------- |
| 1.                  | "Yayoi no Theme (ヤヨイのテーマ)" | 1:52                |
| 2.                  | "Colorful (カラフル)"             | 4:38                |
| 3.                  | "Angel Sign"                      | 4:15                |
| 4.                  | "Yakusoku (約束)"                 | 4:44                |
| Tổng thời lượng:    | Tổng thời lượng:                  | 15:29               |

| Love is Power (ラブ イズ パワー) | Love is Power (ラブ イズ パワー)                       | Love is Power (ラブ イズ パワー) |
| STT                              | Nhan đề                                                | Thời lượng                       |
| -------------------------------- | ------------------------------------------------------ | -------------------------------- |
| 1.                               | "Akio no Theme (アキヲのテーマ)"                       | 2:07                             |
| 2.                               | "Ai wa Kono Te ga Mamoru no da (愛はこの手が守るのだ)" | 3:42                             |
| 3.                               | "A Champion of Peace"                                  | 4:31                             |
| 4.                               | "Love is Power (ラブ イズ パワー)"                     | 4:21                             |
| Tổng thời lượng:                 | Tổng thời lượng:                                       | 14:41                            |

| Watashi no Midori no Katachi (私と緑のカタチ) | Watashi no Midori no Katachi (私と緑のカタチ)   | Watashi no Midori no Katachi (私と緑のカタチ) |
| STT                                           | Nhan đề                                         | Thời lượng                                    |
| --------------------------------------------- | ----------------------------------------------- | --------------------------------------------- |
| 1.                                            | "Hifumi no Theme (ヒフミのテーマ)"              | 2:10                                          |
| 2.                                            | "Watashi no Midori no Katachi (私と緑のカタチ)" | 4:25                                          |
| 3.                                            | "Cosmic Light"                                  | 4:37                                          |
| 4.                                            | "Vegetable Juice"                               | 3:57                                          |
| Tổng thời lượng:                              | Tổng thời lượng:                                | 15:09                                         |

| Miracle Moment   | Miracle Moment                                   | Miracle Moment |
| STT              | Nhan đề                                          | Thời lượng     |
| ---------------- | ------------------------------------------------ | -------------- |
| 1.               | "Otome no Theme (オトメのテーマ)"                | 1:58           |
| 2.               | "Miracle Moment"                                 | 3:33           |
| 3.               | "Hitori Dake no Tokimeki (ひとりだけのトキメキ)" | 3:52           |
| 4.               | "Puzzle (パズル)"                                | 4:05           |
| Tổng thời lượng: | Tổng thời lượng:                                 | 13:28          |

| Koi Koi 7 Song Shu Paradise (こいこい７ ソング集 パラダイス) | Koi Koi 7 Song Shu Paradise (こいこい７ ソング集 パラダイス) | Koi Koi 7 Song Shu Paradise (こいこい７ ソング集 パラダイス) |
| STT                                                          | Nhan đề                                                      | Thời lượng                                                   |
| ------------------------------------------------------------ | ------------------------------------------------------------ | ------------------------------------------------------------ |
| 1.                                                           | "SUPER LOVE"                                                 | 4:14                                                         |
| 2.                                                           | "Yakusoku (約束)"                                            | 4:46                                                         |
| 3.                                                           | "Mirai Heart (ミライハート)"                                 | 4:04                                                         |
| 4.                                                           | "Ai no Hane (愛の羽根)"                                      | 4:12                                                         |
| 5.                                                           | "Ai wa Kono Te ga Mamoru no da (愛はこの手が守るのだ)"       | 3:43                                                         |
| 6.                                                           | "Vegetable Juice"                                            | 3:58                                                         |
| 7.                                                           | "Hitori Dake no Tokimeki (ひとりだけのトキメキ)"             | 3:52                                                         |
| 8.                                                           | "Woaini・Aishiteru (我愛你・アイシテル)"                     | 3:42                                                         |
| 9.                                                           | "Mahou no Lamp (魔法のランプ)"                               | 3:31                                                         |
| 10.                                                          | "Zanzou (残像)"                                              | 4:54                                                         |
| 11.                                                          | "lost days"                                                  | 4:26                                                         |
| 12.                                                          | "Pineapple ☆ Summer (パイナップル☆サマー)"                   | 3:57                                                         |
| 13.                                                          | "Miracle"                                                    | 5:17                                                         |
| Tổng thời lượng:                                             | Tổng thời lượng:                                             | 54:36                                                        |